# Syndrome du muscle piriforme
 Mise en garde médicale
Le syndrome du piriforme est une maladie qui résulterait de la compression du nerf sciatique par le muscle piriforme,. Les symptômes peuvent inclure des douleurs et des engourdissements dans les fesses et le long de la jambe,. Les symptômes s’aggravent souvent en position assise ou en courant.
Les causes peuvent inclure un traumatisme des muscles fessiers, des spasmes du muscle piriforme, une variation anatomique ou une blessure due à une surutilisation. Cependant, peu de cas ont été décrits chez les athlètes. Le diagnostic est difficile car il n’existe pas de test de certitude,. Certaines manœuvres d’examen physique peuvent être utiles. L'imagerie médicale est généralement normale. D’autres maladies peuvent causer des symptômes similaires, notamment une hernie discale.
Le traitement peut inclure l’évitement des activités qui provoquent des symptômes, des étirements, de la kinésithérapie et des médicaments tels que les AINS,. Des injections de stéroïdes ou de toxine botulique peuvent être utilisées chez les personnes dont l’état ne s’améliore pas. La chirurgie n’est généralement pas recommandée. La fréquence de cette pathologie n'est pas connue, elle serait plus ou moins commune selon différents groupes,.